# رود بوگونوس
رود بوگونوس (انگلیسی: Bogonos Stream) یک رودخانه در استان ساخالین کشور روسیه است.